# Rocket Queen
Rocket Queen é a décima segunda e última faixa de Appetite for Destruction (1987), álbum de estreia da banda norte-americana de hard rock Guns N' Roses. A canção partiu de uma ideia de Axl Rose e foi dedicada a Barbi Von Greif, amiga do vocalista que liderava uma banda inicialmente chamada “Rocket Queen”. Após receber a composição, Rose e os demais integrantes alteraram sua forma original. 
A faixa inclui gemidos de Adriana Smith, gravados enquanto ela mantinha relações sexuais com Axl Rose em uma cabine de estúdio.

## Letra
Segundo Axl Rose:

Eu escrevi esta canção para uma garota que teria uma banda chamada Rocket Queen. Ela meio que me manteve vivo por um tempo. A última parte da canção é a minha mensagem para essa pessoa — ou para qualquer um que possa tirar algo disso. Há esperança e uma nota de amizade no final. Eu também queria incluir um ato sexual gravado; foi algo espontâneo, porém premeditado, que eu desejava colocar no álbum.— W. Axl Rose, Hit Parader, março de 1988
Nos créditos de Appetite for Destruction, Barbi aparece como “Barbi (Rocket Queen) Von Greif”, evidenciando a dedicatória. Em sua autobiografia, Slash conta que ele e Duff McKagan criaram o riff principal de “Rocket Queen” quando ainda integravam a banda Road Crew, ao lado de Steven Adler. O guitarrista descreve Barbi como uma jovem de 18 anos, conhecida no submundo de Los Angeles e que, mais tarde, tornou-se cafetina — característica que não impediu Rose de se apaixonar por ela. Von Greif também é mencionada nos agradecimentos do álbum de estreia do L.A. Guns.
Duff McKagan afirmou que o groove da música foi inspirado no grupo de funk Cameo.

## Gravação
Adriana Smith namorava Steven Adler havia cerca de um ano. Em entrevista posterior, relatou que, depois de Adler negar o relacionamento, compareceu às sessões de mixagem no Mediasound Studios, em Nova Iorque. Nesse contexto, Rose propôs registrar relações sexuais na cabine vocal para usar o áudio em “Rocket Queen”; Smith aceitou “pela banda e por uma garrafa de Jack Daniel's”.
O engenheiro de som Steve Thompson relembra:
| “ | Axl queria sons pornográficos em “Rocket Queen”, então levou uma garota à cabine e fez sexo com ela. Gravamos cerca de 30 minutos de barulhos; parte disso está na faixa. | ” |

O produtor Michael Barbiero recusou-se a gravar o ato, delegando a função ao assistente Vic Deyglio, creditado como “Victor ‘the fucking engineer’ Deyglio”.
Smith confirmou sua participação em reportagens das revistas Classic Rock e Rolling Stone. Segundo ela, Adler “ficou louco” ao descobrir a gravação e mergulhou no álcool e nas drogas por vergonha.

## Apresentações ao vivo
“Rocket Queen” é presença constante nos concertos do Guns N' Roses, apesar de nunca ter sido lançada como single. Durante a turnê Use Your Illusion, Axl incluía um rap de uma música inédita, “It Tastes Good, Don’t It?”, no solo central — performance registrada no DVD Use Your Illusion II.  
A faixa ganhou notoriedade adicional após o incidente em St. Louis, em 1991, quando Rose saltou sobre um fã que filmava o show durante sua execução.